# Rogerinho (voleibolista)
Rogério Batista de Carvalho Filho (Maringá, 20 de fevereiro de 1995) é um  voleibolista indoor brasileiro. É representando a Seleção Brasileira foi medalhista de ouro no Campeonato Sul-Americano Infantil de 2011 no Equador,  no Campeonato Sul-Americano Infantojuvenil de 2012 no Chile e no Campeonato Sul-Americano Juvenil de 2014 no Brasil, também bicampeão no Campeonato Sul-Americano Sub-22 (atualmente Sub-23) de 2014 e 2016, no Brasil  e Colômbia, respectivamente; alcançou medalhista de prata no Campeonato Mundial Infantojuvenil de 2013 na Turquia,  sagrou-se campeão na Copa pan-Americana Infantojuvenil de 2011 e na Copa Pan-Americana Juvenil de 2015, no México e no Canadá, respectivamente, além do ouro obtido na Copa Pan-Americana Sub-23 de 2012 no Canadá, obteve a medalha de ouro na Copa Pan-Americana de 2015 no Estados Unidos e semifinalista na edição do Campeonato Mundial Sub-23 de 2017 no Egito.

## Carreira
A trajetória de Rogerinho no voleibol é desde as categorias de base representando sua cidade natal, quando esta representou o Paraná na edição dos Jogos Abertos Brasileiros (JAB’s) de 2011, sediados em Poços de Caldas e sagrou-se campeão dos Jogos da Juventude do Paraná (Jojup´s) de 2011.
Também competiu pelo Colégio Regina Mundi  da mesma cidade quede Maringá (PR), nas Olimpíadas Escolares de 2011,realizada em Curitiba para alunos de 15 a 17 anos de idade, ocasião que sagrou-se campeão invicto recebendo por esta conquista o Prêmio Orgulho Paranaense.
Integrava as categorias de base da Amavolei/PR quando foi convocado pelo técnico Percy Oncken para as categorias de base da Seleção Brasileira em preparação para disputar o Campeonato Sul-Americano Infantil  de 2011 na cidade equatoriana de Guayaquil, e competindo nesta alcançou a medalha de ouro e foi premiado como Melhor Líbero.
Ainda em 2011 representou a Seleção Brasileira na edição da Copa Pan-Americana Infantojuvenil na cidade de Mexicali , vestindo a camisa#4 conquistou a medalha de ouro  e foi premiado como Melhor Recepção da edição.
Na sequência disputou a edição do Campeonato Mundial Infanto-Juvenil de 2011 nas cidades argentinas de Bahía Blanca e Almirante Brown, vestindo a camisa#4 finalizou na nona colocação.
Na temporada de 2012 foi novamente foi convocado para Seleção Brasileira, pelo técnico Percy Oncken em preparação para o Campeonato Sul-Americano Infantojuvenil de 2012 na cidade de Santiago, Chile, e mais uma vez sagrou-se campeão continental, quando estava vinculado ao Maringá/Banco Bonsucesso/Amavolei.
Pelo Maringá/Banco Bonsucesso/Amavolei disputou a Liga Nacional de 2012 finalizando em segundo lugar no Grupo V, não obtendo qualificação ara fase final.
Rogerinho quando estava servindo a seleção foi liberado pela CBV atendendo a pedido do seu clube na época Maringá/Santa Rita Saúde/Uningá para representar a equipe na edição do Campeonato estadual da Juventude, realizado em Umuarama conquistando o título.
Após conquista no referido campeonato estadual, reintegrou a Seleção Brasileira para disputar a edição da Copa Pan-Americana Sub-23 na cidade canadense de Langley conquistando a medalha de ouro, sendo o capitão da equipe e vestia a camisa#4 conquistando a medalha de ouro, além dos prêmiso de Melhor Defensor, Melhor Rceptor e Melhor Líbero, foi nomeado o Melhor Jogador (MVP) da edição; nesta temporada também já integrava o elenco adulto na disputa do Campeonato Paranaense.
Novamente convocado pelo técnico Percy Oncken para a Seleção Brasileira para aa disputa do Campeonato Mundial Infantojuvenil de 2013 realizado nas cidades mexicanas de Tijuana e Mexicali, e nesta utilizou a camisa#4, ocasião que o Brasil não avançou as finais, terminando na quinta colocação e conquistou o prêmio de Melhor Líbero da edição, época que era atleta do  Maringá/Uningá/Amavolei.
Transferiu-se para o Olympico/Martminas/Uptime para disputar a Superliga Brasileira B de 2013 quando disputou as semifinais.
Representou  Seleção Brasileira após ser convocado para disputar o Campeonato Mundial Juvenil de 2013 nas cidades turcas de Ankara e Izmir, sendo o camisa#4 conquistou a medalha de prata nesta edição.
Retornou ao Moda Maringá na temporada 2013-14 e disputou as quartas de final da correspondente Superliga Brasileira A finalizando na oitava posição e alcançando o quinto lugar na Copa Brasil de 2014 em Maringá.
Ainda no ano de 2014 foi convocado para integrar a Seleção Brasileira e disputou a edição do Campeonato Sul-Americano Juvenil na cidade de Saquarema, Brasil, ocasião da conquista da medalha de ouro, sendo eleito o Melhor Líbero;~também foi convocado para a Seleção Brasileira para disputar a primeira edição do Campeonato Sul-Americano Sub-22, mais tarde chamaria Sub-23, realizado na cidade Saquarema ocasião que conquistou a medalha de ouro, sendo eleito integrante da seleção do campeonato, na função de Melhor Líbero.
Renovou com Ziober Maringá Vôlei para disputar as competições do período esportivo 2014-15 e conquistou o título da Copa Ginástica/Asics Paquetá Esportes de 2014 e alcançou o sétimo lugar na Copa Brasil 2015 e o sexto lugar na Superliga Brasileira A 2014-15.
Na temporada de 2015 recebeu convocação para Seleção Brasileira em preparação para o Campeonato Mundial Juvenil no México no mesmo ano e disputou  a edição da Copa Pan-Americana Sub-21 em Gatineau, no Canadá, vestindo a camisa#4 conquistou a medalha de ouro e foi premiado como Melhor Líbero e melhor recepção.
Ainda na temporada de 2015 foi convocado para Seleção Brasileira Sub-23 para disputar  edição do Campeonato Mundial Sub-23 de 2015 em Dubai, nos Emirados Árabes Unidos, vestindo a camisa#4 encerrou na quinta colocação e foi o décimo  quinto entre os melhore receptores na edição e o vigésimo no fundamento de defesa; na sequência também serviu a Seleção Brasileira no referido Campeonato Mundial Juvenil em Tijuana e Mexicali, cidades mexicanas, também vestindo a camisa#4 e alcançou a quarta posição final e nesta temporada conquistou pela Seleção Brasileira de Novos a medalha de ouro na Copa Pan-Americana em Reno e foi premiado como atleta de Melhor Recepção.
Pela Copel Telecom Maringá Vôlei disputou as competições da jornada de 2015-16, finalizando na décima primeira posição na Superliga Brasileira A 2015-16. Em 2016 foi convocado para Seleção Brasileira para disputar o Campeonato Sul-Americano Sub-23 na cidade colombiana de Cartagena das Índias conquistando a medalha de ouro de forma invicta.
No início da temporada 2016-17 foi anunciado como nova contratação para defender o Minas Tênis Clube, por este clube disputou a edição do Campeonato Mundial de Clubes de 2016 em Betim e Belo Horizonte e vestindo a camisa#4 finalizando na sétima posição, destacando-se na quarta posição entre os atletas com melhor recepção e oitavo entre os com melhores índices na defesa. Pelo Minas Tênis Clube sagrou-se vice-campeão do Campeonato Mineiro de 2016 e finalizou na sexta posição na Superliga Brasileira A 2016-17.
O pelo técnico Giovane Gávio convocou Rogerinho para disputar a edição do Campeonato Mundial Sub-23 em Cairo, no Egito, integrando o elenco que se preparava para o Desafio Internacional Brasil- Argentina, na cidade de Videira, e venceu os dois amistosos integrantes do referido desafio; vestindo a camisa#4 alcançou as semifinais e finalizou na quarta colocação e seu desempenho individual foi premiado nesta edição, integrou a seleção do campeonato com o segundo Melhor Líbero.
Foi um dos atletas que renovou com o Minas Tênis Clube para competir na temporada de 2017-18.

## Títulos e resultados
- Campeonato Mundial Sub-23[86]
- Campeonato Mundial Juvenil:2015[65]
- Campeonato Mineiro: 2016[79]
- Copa Ginástica/Asics Paquetá Esportes:2014[53]
- Olimpíadas Escolares do Paraná:2011[5]
- Campeonato Paranaense da Juventude:2012[22]
- Jojup´s):2011[3]

## Prêmios individuais
- Melhor Líbero  do Campeonato Sul-Americano de Clubes de 2024
- Melhor Recepção da Copa Pan-Americana de 2015[68]
- Melhor Líbero do Campeonato Mundial Sub-23 de 2017[86]
- MVP da Copa Pan-Americana Sub-23 de 2012[26]
- Melhor Líbero da Copa Pan-Americana Sub-23 de 2012[26]
- Melhor Defesa da Copa Pan-Americana Sub-23 de 2012[26]
- Melhor Recepção da Copa Pan-Americana Sub-23 de 2012[26]
- Melhor Líbero do Campeonato Sul-Americano Sub-23 de 2014[49]
- Melhor Recepção da Copa Pan-Americana Juvenil de 2015[60]
- Melhor Líbero da Copa Pan-Americana Juvenil de 2015[60]
- Melhor Líbero do Campeonato Sul-Americano Juvenil de 2014[47]
- Melhor Líbero do Campeonato Mundial Infantojuvenil de 2013[32]
- Melhor Recepção da Copa Pan-Americana Infantojuvenil de 2011[12]
- Melhor Líbero do Campeonato Sul-Americano Infantil de 2011[9]